# Filippo Buonaccorsi
Filippo Buonaccorsi (latinosan Philippus Callimachus vagy Philippus Callimachus Experiens; San Gimignano, 1437. május 2. – Krakkó, 1496. november 1.) Lengyelországban alkotó olasz humanista költő, történetíró.

## Élete
Munkáit latin nyelven írta. 1468-ban Rómában Pomponio Leto akadémiája hallgatójaként részt vett a II. Pál pápa ellen szőtt sikertelen humanista összeesküvésben, emiatt menekülnie kellett. Görögországon, Egyiptomon át Lengyelországba utazott, s mint ennek követe Konstantinápolyban, Velencében és két ízben Magyarországon is tartózkodott.
1470-ben III. Kázmér lengyel király diplomatája lett. A lengyel király követeként Konstantinápolyban és Velencében járt, 1483–1484 között pedig két ízben Magyarországon, Mátyás király budai udvarában is tartózkodott.

## Művei
Szerelmi líráját a humanista eszköztár alkalmazása jellemzi.
Historia Attilae (’Attila története’) című, 1486 és 1489 között keletkezett röpiratában Mátyás király politikáját kritizálta. E munkája a korban Európa-szerte népszerű olvasmány volt.
Fő műve is magyar vonatkozású, a Historia de rege Uladislao (’Ulászló király története’, első nyomtatott kiadás: 1519) című történeti értekezés a várnai csatáról.
Egyéb művei:
- A De daemone („A démonról”) című kis értekezésében a neoplatonizmust támadta.
- Historia de iis quae a Venetis tentata sunt (Hagenau, 1533)